# 샤볼롭스카야역
샤볼롭스카야역(러시아어: Шаболовская)은 모스크바 지하철 칼루시스코 리시스카야 선의 역이다. 이 역은 1962년 칼루즈스카야 선의 연장 개통에 포함된 구간으로 건설되었지만 에스컬레이터 샤프트의 문제점으로 인하여 1980년 11월 6일로 개통을 연기했다. 미개통 기간인 18년 동안 플랫폼의 외관은 현대화되어 다른 1960년대의 역과 유사하게 보이지 않는다.

## 디자인
샤볼롭스카야 역은 필롱을 투사하여 네 개의 면에 모두 파편을 박은 상태로 흰 대리석과 마주보는 구조이다. 필롱의 횡방향 면에 있는 교각들은 높은 천장까지 뻗어 있다. 외벽은 어두운 골판지 금속으로 장식되어 있어 천장과 필롱의 밝은 흰색 장식물과 뚜렷하게 대비된다. 승강장 끝에는 라디오와 텔레비전 방송을 주제로 한 백라이트 스테인드 글라스 패널이 있다. 이 역은 I.G. 페투코바, V.P. 카추리네츠, N.I. 뎀친스키, 유에이가 설계했다.
역사 입구는 울리차 샤볼롭스카 교차로 남쪽의 울리차 아카데미카 페트로프스코고에 위치한다.

## 같이 보기
- (러시아어) metro.ru